# Elecciones presidenciales de Francia de 1947
La elección del Presidente de Francia de 1947 se realizó por elección indirecta, el 16 de enero de 1947. Todos los miembros del Parlamento de Francia (diputados y senadores) votaron para elegir al primer presidente de la Cuarta República.
El socialista Vincent Auriol fue elegido en la primera ronda con el 51.2% de los votos. 883 parlamentarios participaron en la votación.
| Candidato | Candidato                   | Partido                            | Votos | %      |
| --------- | --------------------------- | ---------------------------------- | ----- | ------ |
|           | Vincent Auriol              | SFIO                               | 452   | 51.19% |
|           | Auguste Champetier de Ribes | Movimiento Republicano Popular     | 242   | 27.41% |
|           | Jules Gasser                | Partido Radical                    | 122   | 13.82% |
|           | Michel Clemenceau           | Partido Republicano de la Libertad | 60    | 6.80%  |
|           |                             | Otros                              | 7     | 0.79%  |

- Datos: Q3586568